# (6335) Nicolerappaport
(6335) Nicolerappaport es un asteroide perteneciente al cinturón de asteroides, región del sistema solar que se encuentra entre las órbitas de Marte y Júpiter.
Fue descubierto el 5 de julio de 1992 por Eleanor F. Helin y Jeffrey Thomas Alu desde el Observatorio Palomar.

## Designación y nombre
Designado provisionalmente como 1992 NR fue nombrado en honor de Nicole Rappaport (n. 1950), científica investigadora sénior del Laboratorio de Propulsión a Chorro, es una autoridad en ciencia de las ondas de radio y el uso de datos de seguimiento de naves espaciales para determinar las masas y los campos de gravedad de los satélites naturales. También ha realizado un trabajo importante sobre la dinámica de las partículas del anillo de Saturno.

## Características orbitales
(6335) Nicolerappaport está situado a una distancia media del Sol de 2,637 ua, pudiendo alejarse hasta 3,029 ua y acercarse hasta 2,246 ua. Su excentricidad es 0,148 y la inclinación orbital 13,919 grados. Emplea 1564,46 días en completar una órbita alrededor del Sol.
Pertenece a la familia de asteroides de (15) Eunomia.

## Características físicas
La magnitud absoluta de (6335) Nicolerappaport es 13,42. Tiene 6,050 km de diámetro y su albedo se estima en 0,278.